# شمشیربازی در المپیک تابستانی ۲۰۱۶ – سابر تیمی زنان

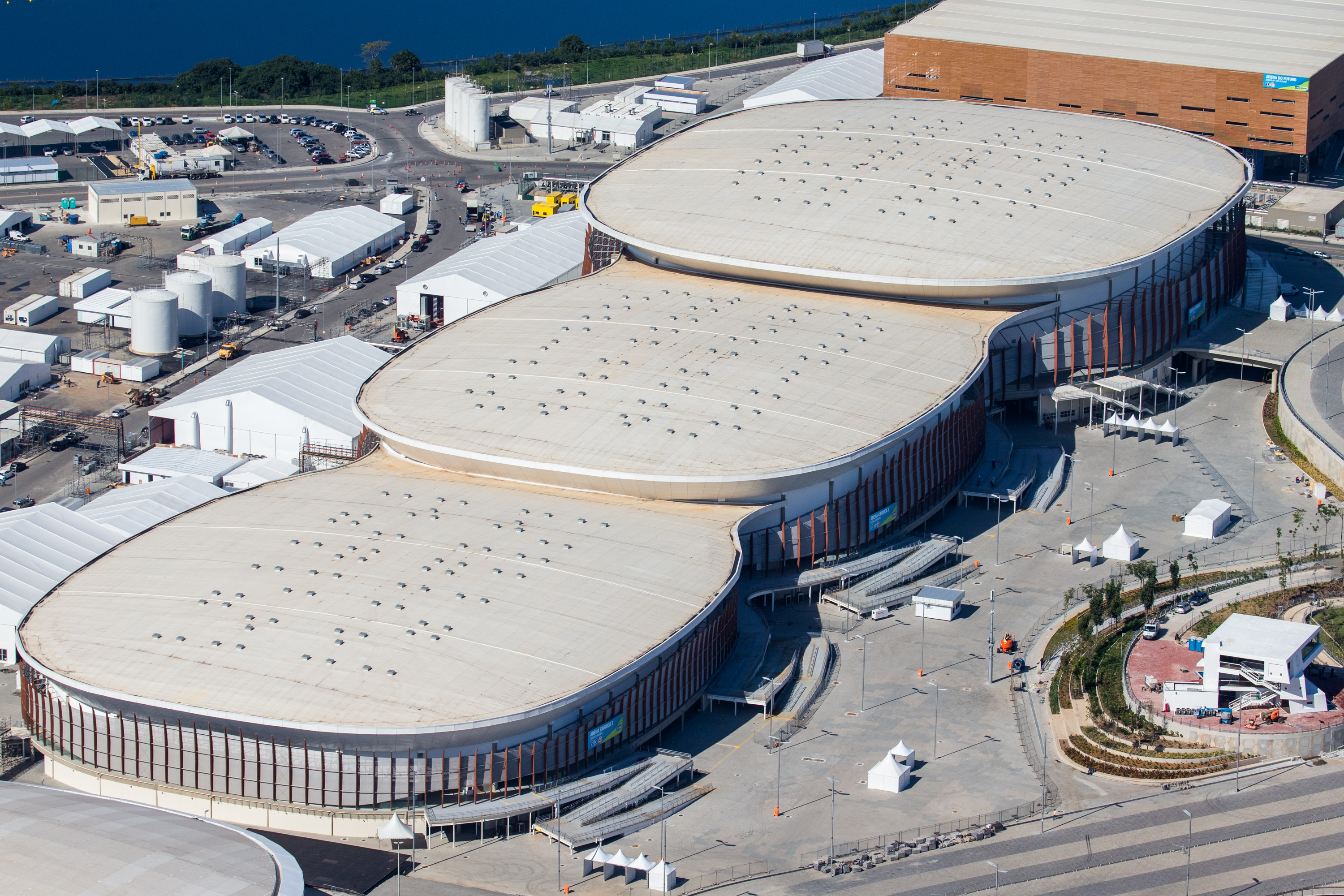
نمای بیرونی سالن مسابقات شمشیری بازی المپیک ۲۰۱۶ ریو

سابر تیمی زنان (انگلیسی: Fencing at the 2016 Summer Olympics – Women's team sabre) یک رقابت شمشیربازی در بازی‌های المپیک تابستانی ۲۰۱۶ بود. این رقابت‌ها در ریو دو ژانیرو و در ورزشگاه کاریوکا آرنا ۳ انجام شد.